# Solan (huyện)
Huyện Solan là một huyện thuộc bang Himachal Pradesh, Ấn Độ. Thủ phủ huyện Solan đóng ở Solan. Huyện Solan có diện tích 1936 ki lô mét vuông. Đến thời điểm năm 2001, huyện Solan có dân số 499380 người.